# Marlon Teixeira
Marlon Luiz Peixoto Teixeira (Balneário Camboriú, 16 settembre 1991) è un modello brasiliano di origini portoghesi, indigeni brasiliani e giapponesi.

## Biografia

### Carriera
Dopo aver lavorato a livello amatoriale come modello sin dall'età di diciassette anni, Marlon Teixeira inizia la propria carriera professionista nel mondo della moda quando sua nonna lo presenta ad Anderson, proprietario dell'agenzia di moda Way Model Management, che è un amico di famiglia. Quindi nel 2008 debutta in esclusiva sulle passerelle di Dior Homme a Parigi. Successivamente Marlon Teixeira viene fotografato da Mert Alas e Marcus Piggott per la campagna promozionale internazionale di Armani Jeans.
Nel corso della sua carriera ha lavorato per Salvatore Ferragamo, Roberto Cavalli, Giorgio Armani, Emporio Armani, Dolce & Gabbana, Hermes, Louis Vuitton, Dsquared², Jean Paul Gaultier Dior Homme e Frankie Morello. Teixeira è inoltre comparso su L’Officiel Hommes, GQ, Seventh Man, V Man, W, Vanity Fair, Citizen K, Hercules ed EY Magateen, fra gli altri. Ha inoltre lavorato per numerose campagna promozionali, diffuse in America Latina, fra cui Custo Barcelona, Dior Homme, Sergio K, Diesel underwear, American Eagle, Iceberg, Armani Exchange, Ermanno Scervino ed Emporio Armani. Teixeira è inoltre comparso nel video musicale Snow di Filipp Kirkorov.
Marlon Teixeira vive e lavora a New York. Il sito Models.com lo ha classificato alla dodicesima posizione nella classifica dei 50 modelli internazionali più richiesti.L'anno 2013 comincio bene per il modello brasiliano che cammino come unico modello esclusivo Armani; questo e le 2 due recenti copertine Vogue e la campagna di Emporio Armani S/S 13 catapultano Marlon tra le file dei modelli più desiderati. Nel 2013 e 2015 è protagonista di alcune campagne per L'oréal. Dal 2013 al 2014 è stato uno dei volti delle campagne di Tommy Hilfiger. Viene scelto da Intimissimi per la campagna autunno/inverno 2014/2015.

### Vita privata
Nel 2018 è diventato padre di una bambina, Delia, avuta dalla modella e cantante australiana Cheyenne Tozzi.

## Agenzie
- Way Model Management - San Paolo[16]
- Wilhelmina Models - New York[16]
- Premier Model Management - Londra[16]
- MGM Models - Parigi[16]
- Fashion - Milano[16]
- Kult Model Agency - Amburgo[16]
- Sight Models - Barcellona[16]